# Do Thu Trang
Do Thu Trang (* 9. října 1989) je česká blogerka vietnamského původu. Své první blogy podepisovala jako Trangoslava DoThuová, do svých 21 let si nechala říkat také Lenka.

## Život
Do Thu Trang se narodila ve Vietnamu a od pěti let žije se svými rodiči v České republice. Její otec již předtím studoval v Československu práva na brněnské univerzitě, počátkem 90. let se sem vrátil a v roce 1994 ho následovala žena s dcerou. Do Thu do svých 11 let vyrůstala na venkově u české rodiny. Vystudovala Gymnázium v Tachově, poté pokračovala ve studiích na Fakultě sociálních věd Univerzity Karlovy v Praze a na Univerzitě v Řezně. Tam vystudovala bakalářský obor Česko-německých studií. Již během svých studií, od roku 2008, začala psát blog o soužití Čechů a Vietnamců, v roce 2015 založila blog Asijatka.cz. Pracovala také jako tzv. happiness manager ve společnosti IBM.
Na jaře 2016 byla mezi šesticí nominovaných na cenu Magnesia Litera pro nejlepší blog roku 2015. V květnu 2016 získala spolu s Filipem Horkým ocenění Novinářská křepelka 2015 pro novináře do 33 let „za poctivou novinařinu, entuziasmus a inovativní přístup“.
V roce 2017 byla zařazena na seznam Forbes 30pod30.